# Софроний (Старков)
Епи́скоп Софро́ний (в миру Сергей Прокопьевич Старков; 22 сентября [4 октября] 1875, Забайкальская область — 4 ноября 1932, Арзамас) — архиерей Русской православной церкви, епископ Арзамасский, Нерчинский, Селенгинский.

## Биография
Родился в семье фельдшера и крестьянки, в селе Ильинское Троицкой волости Селенгинского уезда Забайкальской области. Его мать, глубоко верующая женщина, научила сына читать и привила ему любовь «к учению книжному».
В 1885 году был определён в церковную школу при Свято-Троицком Селенгинском монастыре, где провёл два года. Решением епископа Селенгинского Мелетия (Якимова) был направлен в Нерчинское духовное училище, где обучался до 1890 года. Затем учился в Иркутской духовной семинарии — выпущен в 1896 году первым учеником по первому разряду.
Венчался с дочерью диакона Александрой Николаевной и 1 августа 1896 года был рукоположён архиепископом Иркутским и Верхоленским Тихоном (Троицким-Донебиным) во диакона, на следующий день — во иерея и начал служить в сельском храме в Селенге.
Затем — настоятель храма Архангела Михаила и заведующий церковно-приходской школой в селе Брянском Селенгинского округа Забайкальской области, открыл две школы грамоты (1896); катехизатор (1897), настоятель Спасского храма в городе Верхнеудинске; благочинный 7-го округа Забайкальской епархии, заведующий свечным складом и Заудинской церковно-приходской школой (1898), законоучитель (с 1905 года — член попечительского совета) в Верхнеудинской женской прогимназии, председатель уездных отделений епархиального училищного совета и попечительного комитета о тюрьмах, депутат городской думы (1899); священник в Одигитриевском кафедральном соборе (1901); законоучитель в городском училище (1902); уездный наблюдатель церковных школ, член-соревнователь Императорского православного палестинского общества (1904).
С 1906 года служил в Чите — законоучитель Читинской учительской семинарии и настоятель семинарского храма Трёх Святителей. Был председателем Читинского отделения епархиального училищного совета, педсовета в епархиальном женском училище и комитета по управлению епархиальным складом утвари и свечей, членом Читинской духовной консистории (1907—1909, 1917). Затем: председатель постоянной комиссии Забайкальского епархиального съезда, директор коммерческого училища баронессы Розен (1908); председатель совета Забайкальского братства Святых Кирилла и Мефодия (1910), комитетов по постройке здания Читинской духовной семинарии и сбору пожертвований на нужды войны.
Был награждён медалью «За труды по первой всеобщей переписи населения» (1897), набедренником (1898), скуфьёй (1902), камилавкой (1906), наперсным крестом (1909), а также орденом Святой Анны 2-й степени (1915).
Указом от 19 октября 1912 года был возведён в сан протоиерея.
В 1917 году — член редакционного комитета «Забайкальских епархиальных ведомостей», духовной консистории и епархиального совета, делегат Всероссийского съезда духовенства и мирян, председатель епархиального съезда духовенства и мирян. Член Поместного собора Православной российской церкви 1917—1918 годов, участвовал в 1—й и 2-й сессиях, член II, III, VII, VIII, XIII, XV, XVI отделов. После участия во 2-й сессии, закончившейся в конце апреля 1918 года, вернулся в Читу; возглавил Забайкальский епархиальный совет.
В июне 1918 года был арестован вместе с другими клириками, пытавшимися не допустить изъятия епархиального архива. В конце августа 1918 года с падением в крае советской власти был освобождён, награждён палицей. В 1919 году скончалась его жена, в супружестве с которой он имел семерых детей: Георгия, Анну, Александра, Елизавету, Елену, Евстолию и Александра.
С 20 мая 1920 года по апрель 1922 года был настоятелем Читинского кафедрального собора.
Отсутствие в огромной Забайкальской епархии архиерея было острейшей проблемой. В конце 1921 года по согласованию с забайкальским духовенством патриарх Тихон принял решение о восстановлении в Забайкальской епархии Селенгинской викарной кафедры, причём Селенгинский епископ должен был взять на себя временное управление всей епархией. Забайкальский епархиальный совет предложил кандидатуру вдового протоиерея Сергия Старкова. 26 марта 1922 года он уехал в Харбин за архиерейской хиротонией. 1 апреля 1922 года (по нов. ст.) в храме Благовещения Божией Матери подворья Пекинской миссии в Харбине был пострижен в иночество епископом Мелетием (Заборовским) с именем Софроний в честь Софрония Иркутского. На следующий день возведён в сан архимандрита, а 21 апреля наречён во епископа Селенгинского, викария Забайкальской епархии (Дальневосточной митрополии). В чине наречения участвовали архиепископ Мефодий (Герасимов), епископ Михаил (Богданов), епископ Нестор (Анисимов), епископ Мелетий (Заборовский); 23 апреля в харбинском Свято-Николаевском соборе был хиротонисан во епископа.
2 мая 1922 года вернулся в Читу. В ночь на 13 января 1923 года был арестован. Освобождён в апреле 1923 года; 30 апреля, видимо под давлением властей, сделал заявление о возможности «канонического общения» с обновленческим епископом Михаилом Орловым и признал Высшее церковное управление (ВЦУ), после чего получил от обновленцев титул викарного епископа Нерчинского, но продолжал считать себя епископом Селенгинским и не подчинялся распоряжениям обновленческой «Дальневосточной митрополии». В начале лета 1923 года епископ Софроний и все члены Забайкальского епархиального совета были арестованы.
В августе 1923 года ему было запрещено священнослужение за непризнание обновленческой областной церковной власти. В том же году принёс покаяние перед православными архиереями и был принят «в сущем сане»; 18 августа 1923 года обратился к патриарху Тихону и был назначен управляющим Читинской епархией.
1 марта 1924 года указом патриарха Тихона был назначен в Архангельскую епархию; 1 мая был заключён в архангельскую тюрьму, где находился до 14 сентября 1924 года. За «контрреволюционную деятельность» был приговорён к трём годам концлагеря. С 26 сентября 1924 года до 16 октября 1927 года отбывал заключение в Соловецком лагере особого назначения.
После освобождения поселился в Ростове; в декабре 1927 года переехал в Данилов, куда был назначен духовником в Казанский женский монастырь. После закрытия монастыря в 1928 году продолжал совершать богослужения в храмах Ярославской области. С 16 мая по 22 октября 1932 года находился в заключении в Даниловской тюрьме.
28 октября 1932 года митрополитом Сергием (Страгородским) был назначен епископом Арзамасским, викарием Нижегородской епархии. Прибыв в Арзамас, сразу же направился в собор для встречи с клиром и верующими. В ночь с 3 на 4 ноября скончался от сердечного приступа. Похоронен на арзамасском городском кладбище; могила была утрачена в связи с ликвидацией погоста и строительством на этом месте дороги.